# Guayabo
Guayabo – dystrykt w Kostaryce, w kantonie Mora, w prowincji San José.

## Geografia
Guayabo ma powierzchnię 8,99 kilometrów kwadratowych i leży na wysokości 996 m n.p.m..

## Demografia
Według spisu z 2011 roku dystrykt Guayabo liczył 4 449 mieszkańców.

## Transport

### Transport drogowy
Przez dystrykt Guayabo biegną następujące drogi krajowe:
- Droga krajowa nr 209
- Droga krajowa nr 239